# 蒙特內哥羅
黑山（直译：「黑色的山」）是一個位於歐洲巴尔干半岛西南部、亞得里亞海東岸上的多山國家。黑山的東北為塞爾維亞，東為科索沃（2008年2月17日单方面宣布独立），東南為阿爾巴尼亞，西北為波士尼亞與赫塞哥維納以及克羅埃西亞，西南則為亞得里亞海（為地中海的其中一個部分）。
黑山原为1910年建立的黑山王国，一战后加入新成立的塞尔维亚人、克罗地亚人和斯洛文尼亚人王国，二战時期軸心國入侵南斯拉夫，黑山成為意大利的保護國，後納粹德國佔領、盟軍解放。二战后成为南斯拉夫社會主義聯邦共和國的六个加盟共和国之一，南斯拉夫的四个加盟国（斯洛維尼亞、克羅埃西亞、波士尼亞與赫塞哥維納、馬其頓）在1990年代初独立后，黑山和塞尔维亚成为了南斯拉夫仅存的两个加盟共和国。2003年，南斯拉夫聯盟共和國决定放弃“南斯拉夫”的国名，改称塞尔维亚和黑山。2006年5月21日，黑山舉行公民投票，獨立派以55.5%的得票比例在投票中險勝；同年6月3日，黑山國會正式宣佈獨立，同時成为联合国会员国。2017年6月5日，黑山加入北約，成為該組織第29個會員國。

## 國名
黑山在本國官方語言黑山语中稱為（西里爾字母）或（拉丁字母），意為“黑色的山”。西歐語言（如英语、意大利语等）中的黑山名称為Montenegro，該名稱源於意大利语的威尼斯方言。monte即是山，negro則是黑色的意思。早期中文圈多採用其英文名稱「Montenegro」的音譯，例如「门的内哥罗」或「門特尼哥羅」。自1960年代以來，新加坡、马来西亚、中國大陆（包含中华人民共和国官方）和香港、澳門或按意譯為「黑山」，臺灣則繼續採用音譯為「蒙特內哥羅」。

## 歷史
黑山的先民為伊利里亞人，公元前3世紀時被古羅馬征服。羅馬帝國衰落以後，伊利里亞落入哥德人之手，後來拜占庭帝國（東羅馬帝國）皇帝查士丁尼一世又將該地區重新納入版圖。
早期斯拉夫民族自6、7世紀起抵達此地，並且和當地先民融合，建立自己的國家。其中，杜克里亞（Duklja）公國比較接近蒙特內哥羅的版圖。該國1042年從拜占庭帝國獨立，並由教宗額我略七世封為王國。杜克里亞於12世紀衰落的同時，拉什卡（Raška）大公國（又稱塞爾維亞大公國）興起了新的尼曼雅王朝，杜克里亞成為塞爾維亞的一部分。
在尼曼雅王朝治下，杜克里亞地區又出現了澤塔公國，14世紀中時澤塔脫離了內馬尼亞的控制。15世紀起鄂圖曼帝國征服了巴爾幹半島大部分地區，澤塔于1498年被征服，併入鄂圖曼帝國的斯庫台桑扎克（土耳其語：İşkodra Sancağı）。1514年澤塔地區從斯庫台桑扎克分離，成為黑山桑扎克（土耳其語：Karadağ Sancağı）。但鄂圖曼帝國未能征服澤塔全境，例如洛夫琴山地區保持了獨立。 
1516年，黑山都主教区成為以策提涅為中心的政教合一國家，君主為集政教權利於一身的都主教。1852年，黑山都主教達尼洛二世放棄宗教頭銜，成為黑山公國公爵達尼洛一世，黑山正式成為世俗國家。1860年，達尼洛一世被暗殺，尼古拉一世繼位。1876年蒙特內哥羅向鄂圖曼帝國宣戰，並奪得大量土地。蒙特內哥羅於1878年柏林會議中正式被承認為獨立國家。1910年，蒙特內哥羅大公尼古拉一世正式稱王，建立蒙特內哥羅王國。
第一次世界大戰期間黑山選擇加入協約國，並再次向鄂圖曼帝國及中央國宣戰以協助盟友塞爾維亞，奧匈帝國亦隨即對其發起進攻。奧軍前兩次攻勢失敗，但在1916年1月的第三次進攻中，黑山被奧匈帝國徹底擊潰完全佔領。尼古拉一世逃亡至義大利、法國。1918年，以塞爾維亞為首的協約國軍擊退奧匈軍並重新佔領蒙特內哥羅。
一戰結束後，在塞爾維亞的主導之下，與斯洛文尼亞、克羅埃西亞聯合組成了第一個由南斯拉夫族群聯合的國家。同時，塞爾維亞控制下的黑山也召開會議，廢除君主制並禁止國王回國，加入新成立塞爾維亞人、克羅埃西亞人和斯洛文尼亞人王國。1919年，反對派發起聖誕節起義，但是被塞爾維亞軍鎮壓。1929年，國王亞歷山大一世正式將王國更名為「南斯拉夫王國」，1939年二戰爆發，1941年4月納粹德國及其盟國入侵南斯拉夫，意大利王國自阿爾巴尼亚入侵黑山，4月17日意大利軍隊佔領黑山全境並成立傀儡政權，黑山重新獲得獨立國體並成為意大利的保護國。1943年德軍取代意大利的占领，1945年第二次世界大戰結束，德軍撤出南斯拉夫，南斯拉夫反法西斯民族解放委员会宣布民主联邦南斯拉夫，由五個民族共組聯邦，再度廢除黑山之獨立國體。，將其合併成為南斯拉夫社會主義聯邦共和國的加盟共和國之一。
1990年代，隨著南斯拉夫共产主义者联盟解体，南斯拉夫聯邦各國紛紛獨立，唯有塞爾維亞、黑山兩國未獨立。黑山於1992年舉行獨立公投，95.96%認為應繼續留在南斯拉夫聯邦之內。當時投票率為66%，穆斯林、天主教徒以及傾向獨立的黑山人抵制了此次公投，他們認為該次公投的投票環境不夠民主，國營媒體過多為親統一（塞爾維亞）的一方宣傳。之後黑山共和國內在獨立議題上時有紛爭。
1996年，米洛·久卡諾維奇政府宣佈和米洛塞維奇掌權的塞爾維亞斷絕關係，從此以後黑山自行制定經濟政策，改用德國馬克（後來德國廢除馬克，採用歐元，蒙特內哥羅亦改為歐元）。从此塞爾維亞第納爾在黑山不是法定貨幣，只能在一些度假村使用。
因與米洛舍維奇掌權的塞爾維亞斷絕關係，蒙特內哥羅在後來的科索沃戰爭中受到損傷遠小於塞爾維亞，局勢也較塞爾維亞穩定。
2000年南斯拉夫大選後，執政十多年的塞爾維亞強人米洛塞維奇被迫下台，使得歐盟與南斯拉夫聯盟共和國恢復外交關係，西方因此由支持蒙特內哥羅獨立，暫時轉向支持維持現有的聯邦狀態。但塞爾維亞與蒙特內哥羅間的關係並沒有因為西方國家支持維持現狀而改善，而1992年南斯拉夫聯盟共和國的憲法中又沒有提及關於聯邦共和國實體獨立的權利及過程，從而引發爭論。後來在歐盟的調停下，雙方於2002年3月14日在貝爾格萊德簽署協議，決定將聯邦變為由兩個各自擁有經濟、貨幣以及關稅決定權的半獨立（semi-independent）國家所組成，並且更名為「塞爾維亞與蒙特內哥羅」。另外依據此協定通過了聯邦的新憲章，明定憲章通過三年後，任何一方都有權提出脫離聯邦。
黑山國會於2004年7月12日採用新的國旗、國慶日、以及國歌，以推進獨立進程。其中國旗基於前黑山王國的國旗，國慶日紀念1878年7月13日簽訂的柏林條約承認黑山為獨立國家，以及1941年7月13日爆發的反意大利佔領的起義。國歌則為黑山著名民歌。
2006年5月21日舉行独立公投，獨派以55.5%的微弱優勢決定終止與塞爾維亞的聯邦關係，剛剛超過55%歐盟規定的有效結果票數。6月3日，黑山议会正式宣佈獨立，6月28日黑山正式加入聯合國。
2006年9月10日，黑山举行独立后首次议会和地方选举。9月12日，选举委员会宣布，親欧盟的爭取實現歐洲的黑山联盟获得议会81个席位中的41个议席，塞族名单联盟获得了12席，由黑山社会主义者人民党、人民黨和民主塞尔维亚党组成的竞选联盟和变革运动党分别获得11席，其余6席由一些较小党派分获。11月10日，獨立後首屆新政府宣誓就职，总理为热利科·什图拉诺维奇。什图拉诺维奇2008年1月因健康原因辭去總理職務。久卡諾維奇至今仍擔任執政的黑山社會主義者民主黨主席，他在2008－2010年及2012年至2016年出任總理。

## 地理

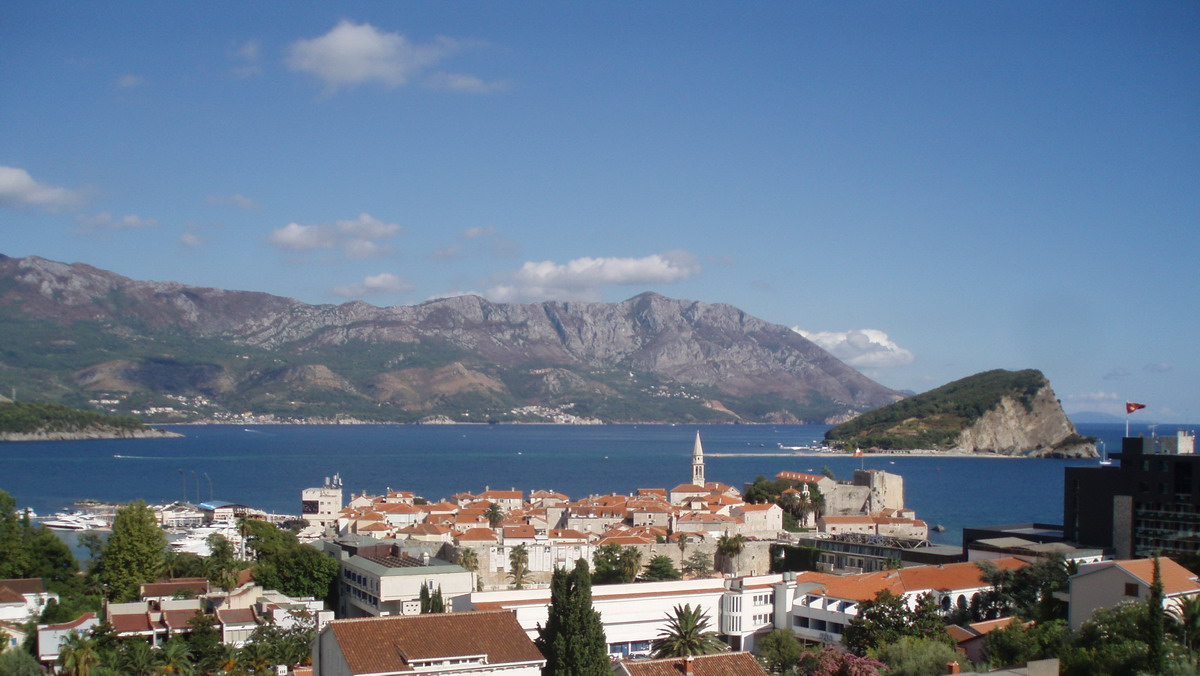
布德瓦

蒙特內哥羅境內主要是山脈、丘陵，只有沿海地區為狹長的平原，其中西北部的科托爾灣為歐洲位置最靠南的峽灣，該峽灣東岸有古城科托，現已列為世界遺產。
位於中北部的博博托夫库克峰（Bobotov Kuk）為境內第一高峰，海拔2522米，附近的塔拉河有高達1300米的峽谷，該地亦已列為世界遺產。

## 政治

前总统菲利普·武亚诺维奇

蒙特內哥羅的国家元首为总统，任期为5年，通过直接选举产生。总统在海外代表本国，拥有颁布法律、向国会提议总理、宪法法院法官候选人、要求议会选举、颁发各类奖章奖项、通过国家法律特赦犯人等权力。总统官邸位于采蒂涅。
总理是政府首脑，由国会任命，無任期限制，领导副总理和各政府部长。
黑山议会为一院制立法机构，现共有81名议员，每名议员任期为4年。议会的作用是制定法律，批准条约，通过预算，任命总理、政府部长、各级法院法官以及由宪法确立的其他职责，并能以简单多数决制通过对政府的不信任投票。

## 行政区划

蒙特內哥羅的行政區劃

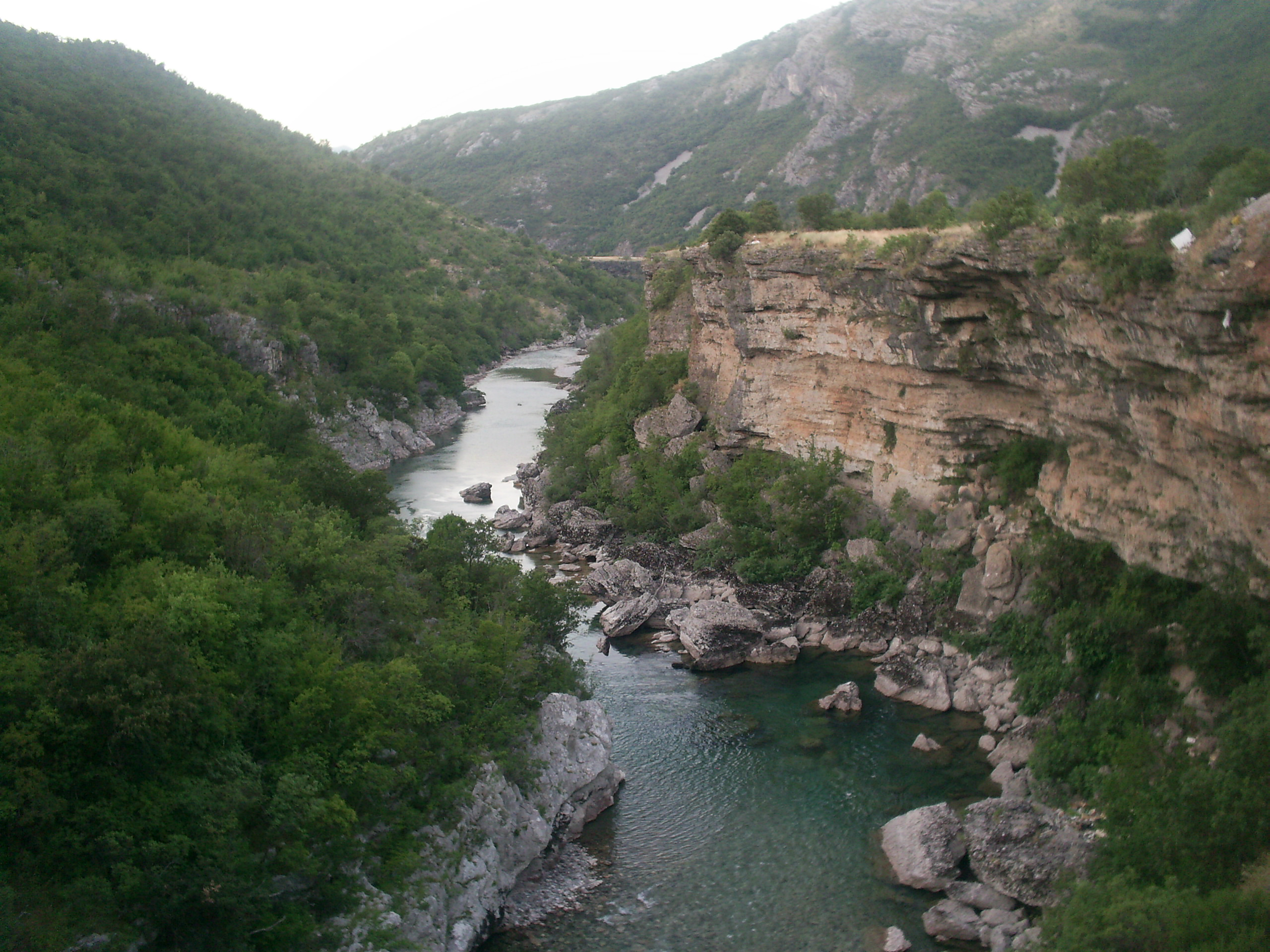
摩拉卡河峽谷

蒙特內哥羅共分为25个市镇（opština）。
- 安德里耶维察市鎮
- 巴爾市鎮
- 贝拉内市鎮
- 比耶洛波列市鎮
- 布德瓦市鎮
- 采蒂涅王家旧都
- 达尼洛夫格勒市鎮
- 古西涅市鎮
- 新海爾采格市鎮
- 科拉欣市鎮
- 科托尔市鎮
- 莫伊科瓦茨市鎮
- 尼克希奇市鎮
- 佩特尼察市鎮
- 普拉夫市鎮
- 普列夫利亞市鎮
- 普卢日内市鎮
- 波德戈里察首都市
- 罗扎耶市鎮
- 沙夫尼克市鎮
- 蒂瓦特市鎮
- 圖齊市鎮
- 烏爾齊尼市鎮
- 扎布利亞克市鎮
- 澤塔市鎮

## 經濟
黑山目前的經濟以服務業支撐。在2007年，服務業佔國民生產總值的72.4%，製造業和農業則分別佔17.6%和10%。該年國民生產總值有10.7%之升幅，但受全球金融危機影響，升幅有所放緩。
黑山的製造業主要门类有鋁材、鋼鐵業，其次是農產品加工。
旅遊業同時也是黑山之經濟命脈。2007年約100萬遊客抵達黑山觀光，帶來4億8千萬歐元進賬。

## 人口
人口约63万（2018年估计）。黑山族占44.98%、塞尔维亚族28.73%，波斯尼亚克族占8.65%，阿尔巴尼亚族占4.91%。黑山72.07％人口信奉東正教，屬於塞爾維亞正教會。1993年又建立了一個黑山正教會，但信徒很少，而且並未得到其他東正教會的承認。19.11%的人口為穆斯林，其中包括阿爾巴尼亞人、波斯尼亞克人等。其中阿爾巴尼亞族主要居住在東南部，在東南部海港烏爾齊尼占多數。波斯尼亞克族主要居住在北部。另外還有聚集在沿海地區的天主教徒。

## 文化

### 现代作家
- Balša Brković
- Borislav Jovanović
- Danilo Kiš
- Jevrem Brković
- Andrej Nikolaidis
- Tanja Bakić
- Dragana Kršenković Brković

### 现代画家
- Milo Milunović
- Petar Lubarda
- 岱鐸 (Dado Đurić)
- Vojo Stanić
- Dimitrije Popović
- Boris Dragojević

## 体育

### 体育名人

#### NBA
- 尼古拉·佩科維奇（2008年）（出生於蒙特內哥羅，國籍塞爾維亞）
- 尼古拉·武切維奇（2011年/總順位：16）
- 尼古拉·米羅蒂奇（2011年/總順位：23）

#### 其他
- 米尔科·武齐尼奇 - 足球运动员

#### Esport
•  Maden 前ENCE成员，2023年IEM达拉斯冠军

## 外部連結
- 政府官方網站 （页面存档备份，存于）